# Josafá Menezes da Silva
Mons. Josafá Menezes da Silva (* 2. ledna 1959, Salinas da Margarida) je brazilský římskokatolický duchovní a metropolitní arcibiskup Aracaju.

## Život
Narodil se 2. ledna 1959 v Salinas da Margarida.
Studoval filosofii na Katolické univerzitě v Salvadoru a teologii na Papežské univerzitě Gregoriana. Získal také titul z teologické antropologie na Papežské lateránské univerzitě. Dne 14. května 1989 byl kardinálem Lucasem Moreira Nevesem vysvěcen na kněze. Po vysvěcení se stal rektorem přípravného semináře a profesorem na Katolické univerzitě v Salvadoru.
Dne 12. ledna 2005 byl papežem Janem Pavlem II. jmenován pomocným biskupem arcidiecéze São Salvador da Bahia a titulárním biskupem z Gummi v Byzaceně. Biskupské svěcení přijal 10. března 2003 z rukou kardinála Geralda Majelly Agnela. Spolusvětiteli byli arcibiskup Walmor Oliveira de Azevedo a arcibiskup Cleto Bellucci.
Dne 15. prosince 2010 se stal biskupem diecéze Barreiras.
Od 20. května 2014 do 24. června 2015 byl apoštolským administrátorem diecéze Bom Jesus da Lapa
Dne 9. října 2019 jej papež František jmenoval metropolitním arcibiskupem Vitória da Conquista a 13. března 2024 byl převeden na metropolitní katedru arcidiecéze Aracaju.